# Awaruit
Az awaruit a nikkel és a vas természetben előforduló ötvözete.

## Awaruit
- Rácsa eltérően a termésvastól, lapon centrált.
- Jellemző kristályalakja nem ismeretes, alaktalan szemek, finom pikkelyek alkotják.
- Ritka ásvány. Erősen metamorfizált szerpentinben keletkezik vékony erek, apró gumók, finom pikkelyek alakjában.
- Neves lelőhelye Awarua, Új-Zéland és Oregonban (USA) Josephine kerület, néhány helyen az Alpokban is (Poschiavo, Berninai Alpok, Svájc).